# Thần thoại Trung Hoa

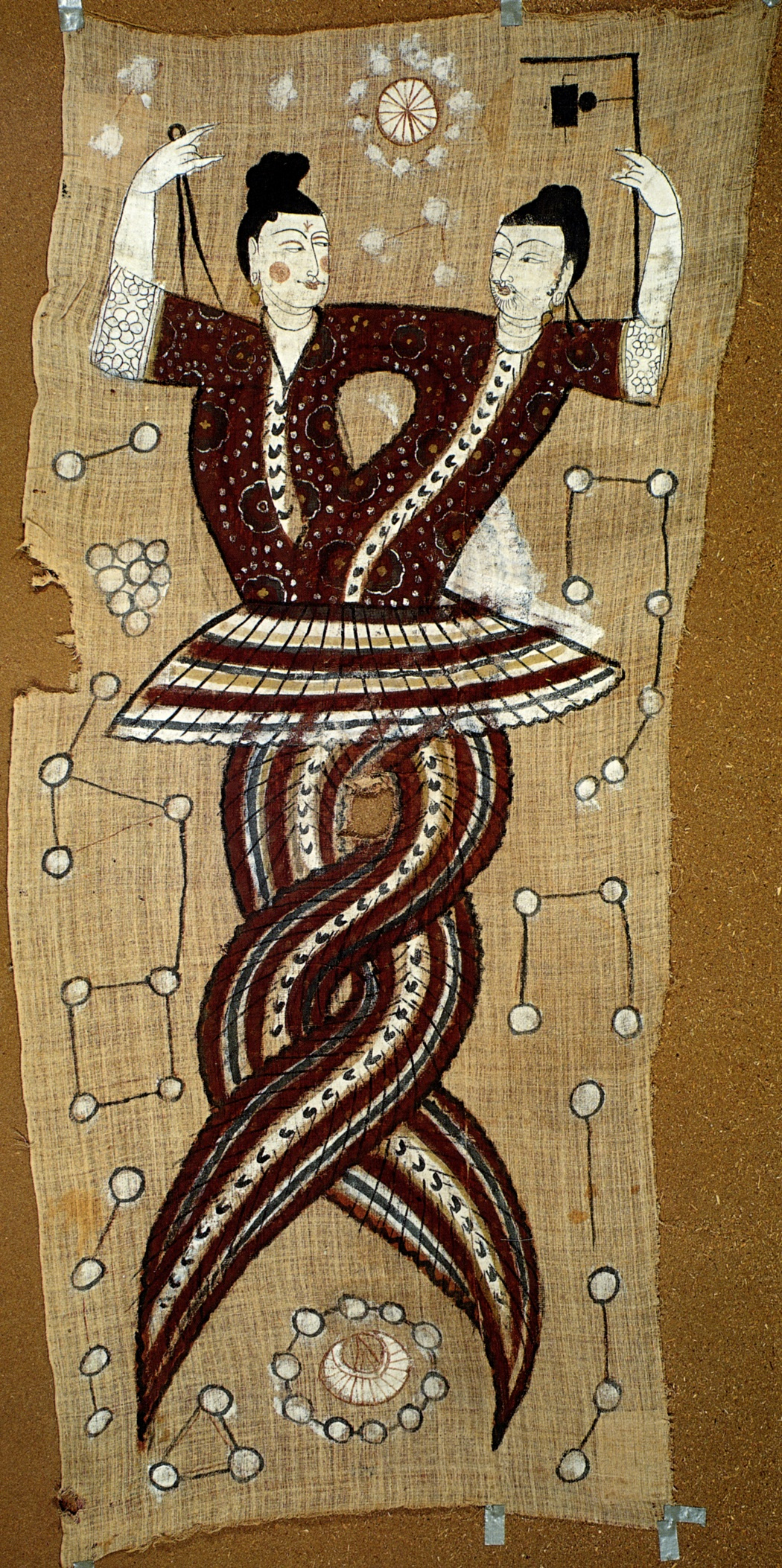
Thần thoại Trung Hoa

Thần thoại Trung Hoa (tiếng Trung: 中国神话; bính âm: Zhōngguó shénhuà) là thần thoại được truyền lại dưới dạng truyền miệng hoặc được ghi lại trong tài liệu ở  Trung Quốc. Thần thoại Trung Hoa bao gồm nhiều bao gồm nhiều huyền thoại khác nhau từ các truyền thống văn hóa và vùng miền. Thần thoại Trung Hoa ít có tính đồng nhất, không phải là một hệ thống được tích hợp, ngay cả với người Hán. Thần thoại Trung Hoa thể hiện các truyền thống của các tầng lớp người, vùng địa lý, giai đoạn lịch sử bao gồm hiện tại, và từ các nhóm dân tộc khác nhau. Trung Quốc là quê hương của nhiều truyền thống thần thoại, bao gồm Người Hán và hậu duệ của họ ở Hoa Hạ cũng như thần thoại Tibet, thần thoại Thổ Nhĩ Kỳ, thần thoại Triều Tiên, và nhiều nữa. Tuy nhiên, nghiên cứu về thần thoại Trung Quốc có xu hướng tập trung vào tài liệu bằng tiếng Trung Quốc hơn là các ngôn ngữ khác.